# Адам Шел
Адам Шел (на английски: Adam Schell) е американски писател на произведения в жанра любовен роман.

## Биография и творчество
Адам Шел е роден на 27 април 1970 г. в Ню Йорк, САЩ, в еврейско семейство. Баща му е равин, а майка му е моден модел. В гимназията се занимава активно със спорт. Следва в Северозападния университет, където получава бакалавърска стерен по творческо писане и играе в отбора по американски футбол на университета. След дипломирането си прави един документален филм с брат си и после работи по създаване на късометражни филми и реклами.
После тръгва на обиколка по света и работи на различни временни места – бере грозде и маслини в Тоскана, кафе на зърна в Гватемала, праскови в Южна Франция, посещава Сикаркуза, Сицилия, и Лагос, Португалия, чиракува при главен френски готвач в Ню Йорк. После се мести в Лос Анджелис, където работи като учител по йога и пише. Получава магистърска степен по творческо писане от Антиохийския университет.
Дебютният му роман „Рапсодия в Тоскана“ е издаден през 2009 г. Действието му се развива в малко селце в Тоскана. Младият фермер, евреинът Давидо, и Мари, красиво момиче от католическо семейство, имат тайна и невъзможна любов. Дядото на видо пази и отглежда доматено растение, което е донесъл по време на пътешествията си с Колумб, а доведеният баща на Мари иска да заграби земята му. Сблъскват се традиции, религия и любов. Романът има успех, след което Шел и семейството се преместват в Бенд, Орегон.

## Произведения

### Самостоятелни романи
- Tomato Rhapsody (2009)[1][2]
Рапсодия в Тоскана, изд.: „Сиела“, София (2018), прев. Стоянка Сербезова-Леви